# Maurice Drouart
Pour les articles homonymes, voir Drouart.
Ne doit pas être confondu avec Maurice Drouard ou Raphaël Drouart.
Maurice Marcel Drouart, né à Paris le 17 novembre 1890 et mort à La Tronche le 10 août 1968, est un sculpteur, décorateur, peintre, dessinateur, compositeur et poète français. 

## Biographie
Maurice Drouart prend part au Salon des indépendants en 1928. 
Chef du Secrétariat de la Direction de la Région du Nord de la SNCF, il est l'auteur des illustrations des commémorations du centenaire de la SNCF. Il était aussi chargé de l'organisation des réceptions de la reine d'Angleterre lors des réunions officielles.
Il est inhumé à Amiens, où il avait participé à la rénovation de la Cathédrale, le 14 août 1968. Ses obsèques ont lieu à la Cathédrale.

## Récompenses et distinctions
- Chevalier de la Légion d'honneur pour « Services rendus à l’État », 1932[2]
- Commandeur de l'ordre des Palmes académiques
- Lauréat de la ville de Paris et du Conseil général de la Seine
- Médaille de vermeil des Arts-Sciences-Lettres à la suite de l'exposition L’Art et les Chemins de Fer organisée à Amiens